# Ebba
Santa Ebba [Æbbe de Coldingham, Ebbe, Aebbe, Abb], també coneguda com a "Ebba la més Jove" (morta el 2 d'abril del 870), va ser una abadessa del convent de Coldingham al sud-est d'Escòcia.
Com moltes de les seves companyes santes a l'Anglaterra anglosaxona, poc es coneix de la seva vida. Presidí l'abadia benedictina de Coldingham.
Ebba és coneguda perquè es va automutilar per evitar ser violada pels invasors vikings: segons una crònica del segle novè, va agafar una navalla i es va tallar el nas davant de les monges, que van seguir el seu exemple. D'aquesta manera, el seu aspecte va repugnar els invasors i les dones es van salvar de ser violades, però no de la mort, ja que els danesos aviat van retornar i van calar foc al convent, i mataren Ebba i la seva comunitat sencera.